# Зотов, Александр Сергеевич
Алекса́ндр Серге́евич Зо́тов (укр. Олександр Сергійович Зотов; род. 23 февраля 1975, Енакиево, Донецкая область) — украинский футболист, полузащитник, защитник. Выступал за сборную Украины.

## Биография
Первые тренеры — Сергей Иконников и Юрий Бабичев. Занимался с 1986 года, в 1992 году окончил УОР (Донецк).
Начинал в клубе 2-й лиги «Силур» (Харцызск) вместе с Виктором Арефьевым и Александром Спиваком.

С 1994 года выступал в одесских клубах СКА и «Черноморец». В том же 1994-м году дебютировал в высшей лиге чемпионата Украины в играх за «Черноморец», за который отыграл большую часть своей профессиональной карьеры, выступая на позиции опорного полузащитника. 

В 1998—2000 играл за «Кривбасс», в самые удачные сезоны криворожцев в элитном дивизионе украинского чемпионата. Полгода играл за «Ворсклу». С 2001 года с перерывами играл за донецкий «Металлург». Завершил свою игровую карьеру в перволиговом клубе из Крыма Феникс-Ильичёвец.

После завершения карьеры игрока, стал тренером. Начинал свою деятельность в донецком «Металлурге», а спустя время продолжил свою работу в ряде других профессиональных клубов из Украины. 

### Сборная Украины
В 1996—1997 годах выступал молодёжную сборную Украины, сыграв за это время шесть матчей.

За сборную Украины сыграл 4 матча. Дебют 1 мая 1996 года в товарищеском матче со сборной Турции.

## Достижения
- Серебряный призёр чемпионата Украины (2): 1995, 1996
- Бронзовый призёр чемпионата Украины (2): 1999, 2000